# ديفيد كيد
ديفيد كيد (بالإنجليزية: David Kydd)‏ هو لاعب كرة قدم بريطاني في مركز نصف الجناح، ولد في 22 ديسمبر 1945 في Penge ‏ في المملكة المتحدة. لعب مع برايتون أند هوف ألبيون.